# زبان بلوچی
زبان بلوچی (بلوچی: بلۏچی، و به لاتین: Balòci) از زبان‌های ایرانی شاخهٔ شمال‌باختری است. این زبان توسط مردم بلوچ در کشورهای ایران، پاکستان، افغانستان، عمان، ترکمنستان و سایر کشورها صحبت می‌شود.

## پیشینه
زبان بلوچی از زبان‌های ایرانی شمال‌باختری است و با زبان‌های تاتی، کردی، مازندرانی (طبری)، گیلکی و تالشی نزدیکی زیادی دارد. بلوچی بیشتر رابطه نزدیکی با زبان پارتی تا زبان پارسی میانه دارد برای همین به نظر می‌رسد گویشوران این زبان در گذشتهٔ دور از نواحی شمالیِ ایران امروزی به بلوچستان کنونی کوچیده باشند. سخنگویان بلوچی به‌احتمال زیاد نخست در کرانه دریای مازندران می‌زیستند و در حدود قرن۴ق/۱۰م به مناطقی که اکنون هستند مهاجرت کردند. بلوچی نزدیکی زیادی با هورامی و زازاکی دو گویش کردی دارد و بلوچی مانند این دو گویش کردی نزدیکی زیادی را با پهلوی اشکانی دارد اما به سایر گویش‌های اصلی کردی مانند کُرمانجی شمالی و کُرمانجی میانی تا حدودی نزدیک است.
زبان شناسان داده‌های زبانی بلوچی نو را با داده‌های زبانی دیگر مربوط به ادوار باستان میانه و نو مقایسه کرده‌اند. ازجمله زبانشناسان عصر حاضر معروف جهان که در حوزه زبان بلوچی پژوهش‌های فراوانی انجام داده‌است می‌توان به کارینا جهانی نام برد که نسبت به نابودی این زبان هشدار جدی داده‌است.
زبان بلوچی سه گویش اساسی شرقی و غربی و جنوبی و گویش‌های فرعی فراوان دارد همچنان که این زبان بسیاری از خصوصیات زبان‌های کهن را نیز محفوظ داشته‌است. زبان بلوچی در پاره‌ای موارد به زبان پهلوی ساسانی (پارسی) قرابت پیدا می‌کند و در جایی نیز به زبان پهلوی اشکانی (پارتی). امّا وقتی همه جنبه‌ها در نظر گرفته شود، این نتیجه به دست می‌آید که گویا زبان بلوچی، دنباله یکی از زبان‌های ویژه ایرانی بوده؛ زبانی کهن تر از پهلوی، چون اوستایی، که تلفّظ آواهای کهن را در خود حفظ نموده و نمونه‌های بسیاری از واژگان آن را می‌توان ذکر کرد.
به‌رغم مباحثات بسیار، هنوز ریشهٔ قابل قبولی برای نام «بلوچی» پیشنهاد نشده‌است.

## الفبای زبان بلوچی
الفبای زبان بلوچی همان الفبا و حروف فارسی است و کلمات مورد استفاده حاوی حروف پ چ ژ گ فراوان و متفاوت با الفبای عربی، آنان را خود به خود از اعراب متمایز می‌کنند، و حروف ٹ، ڈ، ڑ، ں و ی در بلوچی وجود دارد که آن را از زبان فارسی امروز هم متمایز می‌گرداند.
در مجموع ۲۵ حروف در زبان بلوچی وجود دارد که حروف ث ح خ ص ض ط ظ ع غ ف ق با تلفظ عربی آن در بلوچی وجود ندارند و بطورمعمول به جای ف، پ و به جای خ، ه و به جای ق، ک تلفظ می‌شود.
به‌طور مثال در بلوچی کیقباد-کیکباد، یا قنبر-کنبر (کمبر) خوانده می‌شود و این موضوع بطوردقیق در زبان پهلوی هم مصداق دارد به‌طور نمونه کیقباد در پهلوی به صورت کی کوات رایج است. واژه‌های پدر و مادر و برادر در زبان بلوچی مانند پهلوی "پت ،" Pet " و مات "mat " خوانده می‌شوند. علت این امر هم آشکار است، چون در اوستا و در حالت فاعلی حذف می‌گردد، باز در حالی که در فارسی "ت " یا "ث "اوستا را به "ه " مبدل کرده، زبان بلوچی آن را نگهداشته است به عنوان مثال: چات (چاه)، کوت (کوه). بلوچی حرف "خ " ندارد و به جای آن "ه " به کار می‌برد. همچنین "پ " را به جای "ف " و "گ وک " را به جای "غ " می‌گذارد که نشان از کهنگی زبان بلوچی و عدم دخالت حروف عربی است، مانند؛ هدا-خدا، هشک-خشک، تهم- تخم، هون-خون.
برخی کلمات بلوچی با پارسی رایج در آن مشابه یا یکسان است. بدون دخالت کلمات انگلیسی و عربی به‌طور تقریبی این زبان خالص و بدون تغییر مانده‌است.
برخی کلمات با حروف آخر در نمونه بلوچی، به گ ختم می‌شود به‌طور مثال:
زنده تبدیل به زندگ…
آهو تبدیل به آهوگ…
ماهی تبدیل به ماهیگ…
آستین تبدیل به آستینگ…
ماده تبدیل به مادگ…
(زنده در لهجه کردی اردلانی زندگ - آهو در لهجه کردی اردلانی آسک و در لهجه بلوچی مکرانی هم به معنی آسک می‌باشد - ماهی در لهجه کردی اردلانی ماسیگ است)
شاید بتوان گفت این موضوع بر می‌گردد به ریشه زبان بلوچی که برگرفته از زبان پهلوی اشکانی و ساسانی می‌باشد.
از آنجا که زبان پهلوی با دگرگونی‌هایی به زبان فارسی نو (امروزی) تبدیل شده‌است ویکی از این دگرگونی‌ها حذف (گ) از برخی کلمات می‌باشد می‌توان اینگونه بیان کرد که حرف گ و برخی حروف غیر عربی در زبان بلوچی خالص باقی مانده اما در زبان فارسی امروز گ از برخی کلمات حذف شده و دگرگون شده‌است؛ یعنی زبان بلوچی، "گ " اوستا را که در پازند و فارسی به "های " غیر ملفوظ تبدیل شده، مانند زبان پهلوی به صور ت "گ " و گاهی همان "ک " نگهداشته است. مثال‌های دیگر از دگرگونی حروف زبان باستان در فارسی نو اما ثابت ماندن آن‌ها در کلمات بلوچی در زیر آمده‌است:
- دگردیسی واک «ژ» به «ز» و «چ». مانند سوچن
- افتادن واک «گ» و «ک» از پایان واژه‌ها.
- افتادن «الف» از آغاز شماری از واژه‌ها مثل اسپیت
- دگردیسی واک «ژ» به «ج» در شماری از واژه‌ها. مانند هژده

## مقایسهٔ واژگان زبان بلوچی با زبان‌های ایرانی غربی
| ردیف | پارسی نو   | زبان پهلوی باستان | بلوچی                                 | کردی       |
| 1    | سوزن       | سوچن              | سوچن، سیچن                            | سووژن/دَرزی |
| 2    | مرد (مردن) | مرت               | مرت                                   | پیاگ       |
| 3    | باد        | وات               | گوات                                  | با/وا      |
| 4    | هجده       | هژده              | هژده                                  | هَژدَه       |
| 5    | نشسته      | نشستگ             | نشتگ                                  | نیشتگ      |
| 6    | آهو        | آهوگ              | آهوگ/آسک (نیکشهر                      | آسک/آسگ    |
| 7    | سپید/ سفید | اسپید             | اسپیت                                 | سپی/چَرمگ   |
| 8    | دروغ       | drog/droo دروگ    | دروگ                                  | درُو        |
| 9    | خانه/اتاق  | katak             | Kat کت/دوار                           | مال        |
| 10   | آب         | آپ/ap             | آپ/ap                                 | آو         |
| 11   | پل         | پوهل              | پوهل                                  | پرد(Prd)   |
| 12   | ماهی       | ماهیگ             | ماهیگ                                 | ماسال/ماسی |
| 13   | پسر        | پوسرposar         | Posag/بچک/پوسگ/کرگ (کنایه به پسر یکی) | کُر/پس/گَدَه  |
| 14   | خورشید     | هورشید            | هورشید                                | هَتاو/خُور   |
| 15   | غروب       | یوار              | یوار/بیگاه(فنوج،رمشک)                 | یوار       |
| 16   | وسط ظهر    | نیمروز            | نیمروچ                                | نیروژ      |
| 17   | اوایل شب   | سر شپ             | سر شپ                                 | سرشو       |

نمونه کلمات مشابه با زبان کردی
| کردی                | بلوچی امروز         | فارسی امروز           |
| sav                 | sap                 | sab                   |
| روز                 | روچ                 | روز                   |
| برات/برا            | برات                | برادر                 |
| Bawk/piaar          | pit                 | pidar                 |
| کیرد/کارد           | کارچ                | کارد                  |
| zawa                | دامادت/زامات        | داماد                 |
| mezin/gawra         | مزن/توه             | بزرگ                  |
| وَش/باش/خوش          | وش                  | خوش/خوب               |
| چَم/چاو              | چم/چژم              | چشم                   |
| بان                 | بان                 | بام                   |
| بِت/بوِیت             | بیت/بات             | باد (بودن)            |
| نا                  | هیر                 | خیر                   |
| اَزانی/دَزانی         | زانه                | می دانی               |
| چُونی                | چونه                | چطوری                 |
| بانگ                | بانگ                | اذان                  |
| پار/پارَکَه           | پاری                | پارسال                |
| هاوین/تاوسان        | هامین (خرماپزان)    | تابستان               |
| جُوان/رند            | جُوان                | زیبا/ خوب مورد پسند   |
| مِش                  | مش/مَکِسک             | مگس                   |
| سوور                | سوهر                | سرخ                   |
| وشتر                | هوشتر               | شتر                   |
| هَسپ/اَسپ             | اسپ، هَپس            | اسب                   |
| مشک(Mshk)           | موشک                | موش                   |
| بوِستَه/بیسسه/راوَستَه  | بیس/ بوس/بوشت       | واستا (صبرکن)         |
| دَس نوِیژ (نماژ)      | دس و دیم            | وضو/ دست و صورت       |
| پیرارَکَه/پار         | پیراری              | پیرار سال             |
| شوان                | شوانگ، شِپانک        | چوپان                 |
| نیشتن/دانشتن        | نشتن/ نستن          | نشستن                 |
| ه'وِن/خ'وِن           | هون                 | خون                   |
| دز/چَتَه              | دز                  | دزد                   |
| پِرَکَه                | په ری ری            | پریروز                |
| بَرز                 | برز                 | بلند                  |
| جل/کراس             | جل                  | لباس-لباس گشاد        |
| شوو                 | شوو                 | شوهر                  |
| پچ/کولاندن          | پچ                  | پختن                  |
| هَنار                | هنار                | انار                  |
| نازانم              | نزانو               | نمی‌دانم               |
| نزانم مزنه یا بچکوک | نزانم مزنه یا خردوک | نمی‌دانم بزرگه یا کوچک |
| باسک                | باسک                | بازو                  |
| آسن                 | آسن                 | آهن                   |
| بالا                | بالاد               | قامت                  |
| هات                 | ئات                 | آمد                   |
| ندار                | ندار                | فقیر                  |
| بژی                 | جی                  | زنده باد              |
| خوت                 | وپت، ووت            | خوابید                |

نمونه کلمات مشابه بازبان گیلکی
| بلوچی | سولاح        | اسپ     | اَنیگ، یسه، یسا (لهجه بنت) | هشتن        | یزک کرتن، مشتنم، میزَگ | کوش      | هوشتاتن      | تی، ته    |
| گیلکی | سولاخ (خولو) | اسپ     | هسه                       | وئشتن       | دیمیزِئن، دیمیشتن      | کوش      | اشتئن، ایسئن | تی، توو   |
| فارسی | سوراخ        | اسب     | اکنون                     | گذاشتن      | ادرار کردن، میزیدن    | کفش      | ایستادن      | تو        |
| کردی  | کون/سیلاخ    | هَسپ/اسپ | ایسَه/اِستا                 | هِشتن/هِلاندن | میز/مِز کردن           | کَوش/پِلاو | وِستان        | تُ/تو/اَتُ/تَ |

نمونه کلمات مشابه با مازندرانی
| بلوچی     | گِرِوگْ(گریه کردن).ارس (به معنا اشک) | دیم  | اسپیت | هشتن   | نشتن   | دوتن  | بورتن | بوتن/بَیَگ  | بی    | کپتن      | براس  | زامات | چیرا | شه | ته |
| مازندرانی | اسری                              | دیم  | اسپی  | بشتن   | هنیشتن | بدوتن | بورین | بوئن/بیین | بونه  | دکتن/کفتن | برار  | زوما  | جیر  | جه | ته |
| فارسی     | گریه                              | صورت | سفید  | گذاشتن | نشستن  | دوختن | بریدن | بودن      | می‌شود | افتادن    | برادر | داماد | زیر  | از | تو |

نمونه کلمات مشابه با تاتی
| ردیف | پارسی نو  | زبان تاتی       | بلوچی               | کردی              |
| ۱    | چهره-صورت | دیم             | دیم                 | دیم/رو/روالَت/روچک |
| ۲    | داماد     | زاما zāmā       | زامات/زاماس         | زاوا              |
| ۳    | آنها      | · آهاین (ahayn) | · آیان، آوان (ayan) | اَوان/van          |
| ۴    | افتادن    | ikatan          | Kaptan کپتن         | کَفتن/کَتن          |
| ۵    | سفید      | ایسپی           | اسپیت               | سپی/چَرمگ          |
| ۶    | زیر       | جیرا            | چیرا، چیر           | ژِر                |

از دیدگاه زبان شناسان و بااستفاده از داده‌های زبانی و مقایسه آن‌ها این زبان نه تنها ارتباط بنیان با سایر زبان‌های ایرانی دارد بلکه مشابهت زیادی با زبان ایران باستان (کهن) دارد به‌طور نمونه.
۱-از منظر واج‌شناسی
| فارسی امروز | بلوچی امروز | ایرانی میانه غربی | ایرانی کهن |
| sab         | sap         | sab               | xsap       |
| ruz         | ruec        | ruz               | raucah     |
| baradar     | brat        | brad              | bratar     |
| pidar       | pit         | Pid/piaar         | pitar      |
| kard        | kurt        | kird              | krta       |
| damad       | Damad/zamat | damad             | zamatar    |

۲-از منظر واژگانی
| فارسی امروز | بلوچی امروز | ایرانی باستان | کردی    |
| گوسفند      | پس          | pasva         | paz     |
| دریا        | زِر          | zrayah        | zarya   |
| تابستان     | hamian      | hamina        | havin   |
| کوه         | gar         | garay         | kef/kew |

## محل سکونت
عده‌ای از بلوچ‌ها در سرزمینی به‌نسبت وسیع و گرم که دربخش‌های جنوبی و خط ساحلی دریای مکران از (بندرجاسک تابندر کراچی) واقع در جنوب بلوچستان و کشورهای «ایران. جنوب و جنوب غربی پاکستان زندگی می‌کنند، که این مناطق را «مکران» می‌نامند. وعده دیگری در مناطق کوهستانی و خوش آب هوا که این مناطق درشمال بلوچستان یعنی در کشورهای» ایران. شمال و شمال غربی پاکستان و جنوب شرقی افغانستان زندگی می‌کنند را «سرحد» می‌نامند. بلوچستان جزو قلمرو ایران باستان بوده‌است همواره اما بعد از نفوذ بریتانیا و استعمار هند بخش بزرگی از ان به پاکستان واگذار شده‌است.

## سیستم نوشتاری
سیستم‌های نوشتاری زبان بلوچی چندین سیستم نوشتاری هستند که مهم‌ترین آن‌ها سیستم نوشتاری ظهورشاه هاشمی می‌باشد.
یکی از حروف‌های تنظیم شده برای زبان بلوچی توسط آکادمی بلوچی در کراچی تنظیم شده‌است.
دانشگاه اوپسالای سوئد نیز برای زبان بلوچی حروف الفبا تنظیم کرده
فرهنگستان زبان و ادب بلوچی (سرباز) نیز با برگرفتن از حروف الفبایی سید ظهور شاه هاشمی حروف الفبای بلوچی را استانداردسازی کرده‌است.
حروف تنظیم شده توسط فرهنگستان زبان و ادب بلوچی به شرح زیر هستند.

1- A - A - ءَ

Asp - اسپ - اسب

Ars - ارس - اشک

Amb - امبَ - انبه

۲- À - AA - آ

Àp - آپ - آب

Às - آس - آتش

Àtk - آتک - آمد

Àdènk - آدݔنک - آینه

Àzmàn - آزمان - آسمان

3- B - B - بـ/ـبـ/ـب

Borz - بُرز - بالا

Bon/Jalag - بُن/جالَگ - پایین/آغاز

Bàsk - باسک - بازو

Bèr - بݔر - انتقام

4- C - CH - چـ/ـچـ/ـچ

Càgerd - چاگرد - جامعه

Capp - چپ

Conď - چُنڈ - قسمت

Chamm - چمّ - چشم

Coťťi - چُٹّی - تعطیل

Càr - چار - چهار

5- D - D - د

Del - دل - قلب

Do - دو

Dolàp - دلاپ - ترس

Dàr - دار - چوب

Dranz - دْرنز - مقدار کم

۶- Ď - DH - ڈ

Ďòk - ڈۏک - سنگ

Ďèl - ڈݔل - الاغ ماده

Ďæns - ڈئنس - رقص

7- E - É - ءِ

Ensàn - انسان

Ent - اِنت - حد

Ešk - اِشک - عشق

۸- È - IE - ݔـ/ـݔـ/ـی

È - ای - این

Èràn - اݔران - ایران

Èkim - اݔکیم - ناامید

9- G - G - گـ/ـگـ/ـگ

Gàl - گال - کلمه

Gap - گپ - گفتگو

Gal - گَل - شاد

Gall - گَلّ - گروه

Gèš - گݔش - بیش

Gerag - گِرگ - گرفتن

10- H - H - هـ/ـهـ/ـه

Haur - هؤر - باران

Hàl - هال - خبر

Huk - هوک - خوک

Hapt - هپت - هفت

Hašt - هشت

Han - هں - همچنین

Haik/Amorg - هئیگ/آمُرگ - تخم مرغ

11- I - Í - ایـ/ـیـ/ـی

Bir - بیر - صاعقه

Sir - سیر - عروسی

Šir - شیر

12- J - J - جـ/ـجـ/ـج

Janèn - جِنِن - جنسیت زن

Jang - جنگ

Jèl - جݔل - زندان

Jaťť - جَٹ - نادان

Jost - جُست - سؤال

13- K - K - کـ/ـکـ/ـک

Kàrc - کارچ - چاقو

Kauš - کؤش - کفش

Kapp - کَپ - سمت

Kobl - کُبل - قفل

14- L - L - لـ/ـلـ/ـل

Lònť - لُنٹ - لب

Làg - لاگ - الاغ نر

Laiť - لئیٹ - لامپ

Loť - لُٹ - تنبیه

Lòť - لۏٹ - خواست

Lond - لنڈ - پسر لات

15- M - M - مـ/ـمـ/ـم

Màt - مات - مادر

Menàt - مِنات - صدازدن مادر

Màr - مار

Mid - مود - مو

Mardèn - مردݔن - جنسیت مرد

Maťť - مَٹ - هم چهره

Mošk - مُشک - موش

Mard - مرد

Mòled - مۏلد - کنیز

16- N - N - نـ/ـنـ/ـن

Nàm - نام

Nòk - نۏک - نو

Napag - ناپگ - ناف

Noh - نُه - نه

Nàl - نال - نوعی قسم

Nàh - ناه - خرما

17- O - Ó - ءُ

Borrag - برّگ - بریدن

Conď - چُنڈ - بخش

Šod - شُد - گرسنه

Morr - مُرّ - بخیل

۱۸- Ò - OU - ۏ

Òlàk - اۏلاک - حیوان اهلی

Òpàr - اۏپار - باور

Òd - اۏد - اونجا

Òštag - اۏشتگ - ایستادن

19- P - P - پـ/ـپـ/ـپ

Pàd - پاد - پا

Pošt - پشت

Pàk - پاک

Porr - پُرّ

Pàcen - پاچن - بز نر

Panc - پنج - پنج

20- R - R - ر

Rang - رنگ

Romb - رُمب - گروه

Ròc - رۏچ - روز/خورشید

Ròtàk - رۏتاک - روزنامه

Ròď - رۏڈ - جاده

21- S - S - سـ/ـسـ/ـس

Sabz - سبز - آبی

Sohr - سُهر - قرمز

Sir - سیر - عروسی

Sàl - سال

Sabàh - سباه - صبح

Socag - سُچگ - سوختن

Sòčag - سۏچگ - سوزاندن

۲۲- Š - SH - شـ/ـشـ/ـش

Šàm - شام

Šunz - شونز - سبز

Šap - شپ - شب

Šauk - شؤک - زیبا

Šàr - شار - شهر

Šot - شُت - رفت

23- T - T - تـ/ـتـ/ـت

Teck - تِچک - راست

Tah/Tòk - تۏک - داخل

Tàk - تاک - پنجره/برگ

Tors - ترس

Tacag - تچگ - دویدن

۲۴- Ť - TH - ٹـ/ـٹـ/ـٹ - ࢣ

Ťair - ٹئیر - تایر/لاستیک

Ťèl - ٹݔل - روغن

Ťòr - ٹۏر - مصدوم

Ťacc - ٹچّ - اتصال

25- U - Ú - ـو/او

Umèt - اومݔت - امید

Tur - تور

Pul - پول

26- W - W - و

Wànag - خواندن/مدرسه

Waď - وڈ - نوع

Wahd - وهد - زمان

Wàb - واب - خواب

Wair - وئیر - کابل

Wàk - واک - حوصله

Wàd - واد - نمک

Waš - وش - خوب

Warag - ورگ - خوردن/خوراکی

27- Y - Y - یـ/ـیـ

Yàt - یات - یاد

Yak - یک - عدد یک

28- Z - Z - ز

Zànag - زانگ - دانستن

Zàntkàr - زانتکار - دانشمند

Zànk - زانک - علم

Zòr - زۏر - قدرت

Zit - زوت - زود

Zard - زرد

۲۹- Ž - ZH - ژ

Žand - ژند - خسته

Žàng - ژانگ - زنگ

Žimb - ژامب - شیب

حروف دوبندی در بلوچی

1-AE- Æ æ - ـئ

Sæ - سئ - عدد سه

Kuæ - کوئ - کجا هستید

Šaukae - شؤکئ - تو زیبا هستی

2-Ai - ai - ئی

Mai - مئی - مال ما

Salimaig - سلیمئیگ - مال سلیم

3-Au - au - ؤ

Kaur - کؤر - رودخانه

Maut - مؤت - مرگ

Šauk - شؤک - زیبا

## گویش‌ها
بلوچی را به سه گروه اصلی می‌توان تقسیم کرد: شرقی، یا شمال‌شرقی، و غربی، یا جنوب‌غربی و مرکزی سرحد.
غربی (رخشانی)
- لاشاری
- رخشانی
- سراوانی

جنوبی (مکرانی)
- کچی
- مکرانی

شرقی (سلیمانی)
- بوگتی (بامبور)
- مری رند (سیبی) که چاکربرهای سیب را شامل می‌شود
- دوکمی-مزاری
- مندوانی & گویش جاتووی سند غربی

{بلوچی سرحد مرکزی}
- سرحدی
- ایرندگانی

## تقسیم‌بندی
اولین محققی که گویش‌های بلوچی را بیشتر به‌طور سیستماتیک مورد مطالعه قرارداد ویلهلم گیگر Wilhelm Geiger بود. او بلوچی را به دو گویش اصلی تقسیم کرده و بلوچی شمالی (سرحدی) و بلوچی جنوبی (مکرانی) نامید. وی همچنین بلوچی جنوبی را به گروه‌های شرقی و غربی و بلوچی شمالی را به گروه‌های شمالی و جنوبی که به ترتیب توسط طایفه‌های لغاری Leghلri و مری Mari نمایندگی می‌شدند تقسیم کرد. گیگر برای نشان دادن تفاوت لغوی گویش‌ها به این واقعیت اشاره می‌کند که بلوچی جنوبی به میزان بالایی از زبانهای هندی و پاکستانی همسایه لغت اقتباس می‌کند در حالیکه بلوچی شمالی بیشتر دارای لغات اقتباس شده از گویش اصیل با ریشه فارسی می‌باشد. (ترجمه و نقل از جهانی (۸۹))
یکی دیگر از محققان گویش‌های بلوچی «سر جرج گریرسون» می‌باشد. او گویش‌های بلوچی را به شرقی و غربی تقسیم کرد. وی معتقد بود که بلوچی غربی در محدوده حکومتی بریتانیا دارای سه گویش می‌باشد و آنهارا بر اساس منطقه عمده‌ای که در آن صحبت می‌شوند، گویش کراچی karلči، کیچی kیči و پنجگوری panjguri نامید.
محقق برجسته دیگری که به صورت سیستماتیک گویش‌های بلوچی را مطالعه کرده‌است پروفسور جوزف الفنبین می‌باشد، او در کتاب «زبان بلوچی، گویش‌شناسی با متن» برای نشان دادن تفاوت بین گویش‌های مختلف، لیستی شامل آواشناسی، دستور (صرف و نحو) و لغت تهیه کرده و آن را به عنوان معیار مقایسه شباهت‌ها و تمایز گویش‌ها بکار برده‌است. در اینجا فقط به چند مورد از ویژگی‌های خاص این گویش‌ها بر اساس معیار الفنبین اکتفا می‌کنیم. (نقشه جغرافیایی گویش‌ها)
وی بر اساس این معیار، زبان بلوچی را به شش گویش تقسیم می‌کند که عبارتند از:

### گویش‌های تپه‌های شرقی
این گویش‌ها در مناطق طایفه‌های مری، بگٹی، لغاری و مزاری صحبت می‌شوند.

#### ویژگی
1. تبدیل /u/ به /i/. مثال: بیت bit «شد»، سیر sir «عروسی» (۲)
2. ساخت مجهول در زمان گذشته افعال متعدی (۳)
3. تلفظ س در لغات «پس» pess پدر، «ماس» mas مادر، «براس» bras برادر. (۴)
4. به کاربردن شناسه لn برای اول شخص مفرد و on برای اول شخص جمع (۵)
5. استفاده از لغت لوگ lْg «خانه»، چوک čokk «بچه»

### گویش رخشانی
این گویش شامل شاخه‌های زیر می‌باشد:
1. کلاتی (مناطق بین «لس بیلا» Las belل در شمال کراچی تا مستونگ Mastung در جنوب کوئته Quetta (به‌طور عمده منطقه براهویی نشین))
2. چاغه‌ای و خارانی (نواحی شمالی بلوچستان پاکستان شامل نوشکی، دالبندین، خاران و کلات)
3. افغانی (مناطق جنوبی و جنوب غربی افغانستان به‌طور عمده نواحی اطراف رودخانه هیرمند)
4. سرحدی (منطقه‌ای که از شرق به دالبندین در پاکستان و از شمال شرقی به چهاربرجک در افغانستان منتهی شده و شامل مرو در جمهوری ترکمنستان و سیستان در ایران می‌باشد، به‌طوری‌که نصرت آباد در بلوچستان ایران جنوبی‌ترین بخش آن را تشکیل می‌دهد)[۴]

در تألیفات بعدی، الفنبین گویش رخشانی را به سه گروه کلاتی، پنجگوری و سرحدی تقسیم می‌کند که گویش سرحدی در آن شامل مرو در ترکمنستان شوروی، بلوچستان افغانستان و مناطق شمالی بلوچستان ایران که جنوب خاش و شمال ایرانشهر (آب رئیس، زنده کوه بزمان، رمکان) مرز جنوبی آن را تشکیل می‌دهند و همچنین نواحی از نرماشیر (چاهدگال، رودشور) و مناطق شمالی بلوچستان پاکستان شامل نوشکی، دالبندین، خاران و کلات (که مناطق گویش پنجگوری مرز جنوبی آن را تشکیل می‌دهند) را دربر می‌گیرد.

### پنجگوری
شامل بخش اعظم منطقه خاران xلrلn که کیچ kیč مرز جنوبی و رودخانه رخشان Raxshلn مرز شمالی آن را تشکیل می‌دهند و کولوا Kolwل در شرق آن واقع می‌شود.

#### ویژگی
1. /u/ نامتغیر باقی می‌ماند «بوت» but شد، «سور» sur عروسی
2. ساخت معلوم جمله عادی‌ترین شکل است ولی شکل مجهول هم به‌ویژه در جنوب پیش می‌آید. (۶)
3. تلفظ س لغات «پس» pess پدر، «ماس» mلs مادر، «براس» brلs برادر.
4. شناسه in برای اول شخص مفرد و an برای اول شخص جمع
5. «گس» ges خانه، «زهگ» zلg / zahg بچه

### گویش سراوانی
سراوان و مناطق اطراف آن که خاش مرز شمالی و اسپیدان Espidلn مرز غربی آن را تشکیل می‌دهند. مناطق مرزی ایران و پاکستان در شرق این منطقه واقع شده و مرز جنوبی آن رودخانه گل gel در شمال راسک می‌باشد.
در تألیفات بعدی الفنبین، ایرانشهر و بمپور نیز در حوزه گویش سراوانی شمرده می‌شوند.

#### ویژگی‌ها
1. تبدیل /u/ به bǖt ǖ «شد»
2. مجهول، ساخت معمول جمله است.
3. تلفظ ت لغات «پت» petپدر، «مات» mلt مادر، «برات» brلt برادر.
4. شناسه لn برای اول شخص مفرد و in برای اول شخص جمع (با تلفظ i کوتاه در in)
5. لوگ lْg یا گس ges «خانه»، چوک čokk یا زهگ zahg بچه

### گویش کیچی
منطقه کیچ kیč در بلوچستان پاکستان شامل تربت

#### ویژگی
1. /u/ نامتغیر، بوت but «شد»
2. ساخت مجهول
3. تلفظ ت لغات «پت» petپدر، «مات» mلt مادر، «برات» brلt برادر.
4. شناسه in برای اول شخص مفرد و in برای اول شخص جمع (با تلفظ i کوتاه در in)
5. لوگ lْg «خانه»، چوک čokk «بچه»

### گویش لتونی (لاشاری)
منطقه لاشار lلڑلr در بلوچستان ایران شامل «اسپکه» Espakka، «پیپ» pیp، «مسکوتان» Maskْtan، «پنوچ» pannْč

#### ویژگی
1. /u/ نامتغیر، بوت but «شد»
2. ساخت مجهول
3. تلفظ ت لغات «پت» petپدر، «مات» mلt مادر، «برات» brلt برادر.
4. شناسه un برای اول شخص مفرد و in برای اول شخص جمع (با تلفظ i کوتاه در in)
5. لوگ lْg «خانه»، چوک čokk بچه

### گویش‌های ساحلی
شامل قصرقند kaser kand، نیکشهر nیkshahr، راسک rلsk و نواحی ساحلی جنوبی بلوچستان از «بی آبان» biلbلn در نزدیکی بندرعباس تا بندر کراچی شامل بنادر چاه بهار، گواتر gwلdar، پسنی pasni، جیونی jiwani و همچنین مناطق مند mand و دشت daڑt.

#### ویژگی
1. تبدیل /u/ به /i/. مثال: بیت bit «شد»، سیر sir «عروسی»
2. ساخت مجهول در زمان گذشته افعال متعدی
3. تلفظ ت در لغات «پت» pet پدر، «مات» mلt مادر، «برات» brلt برادر.
4. بکاربردن شناسه لn برای اول شخص مفرد و eyn برای اول شخص جمع
5. استفاده از لغت لوگ lْg «خانه»، چوک čokk «بچه»

ابر)|مه]] || gotal
|-
| گورآپگ || سراب || gorápag
|-
| مورینگَه || زنگ (آهن) || moringa
|}